# Frederickson
Frederickson is een plaats (census-designated place) in de Amerikaanse staat Washington, en valt bestuurlijk gezien onder Pierce County.

## Demografie
Bij de volkstelling in 2000 werd het aantal inwoners vastgesteld op 5758.

## Geografie
Volgens het United States Census Bureau beslaat de plaats een oppervlakte van
19,0 km², waarvan 18,9 km² land en 0,1 km² water. Frederickson ligt op ongeveer 227 m boven zeeniveau.

## Plaatsen in de nabije omgeving
De onderstaande figuur toont nabijgelegen plaatsen in een straal van 12 km rond Frederickson.